# Petit Fontenet

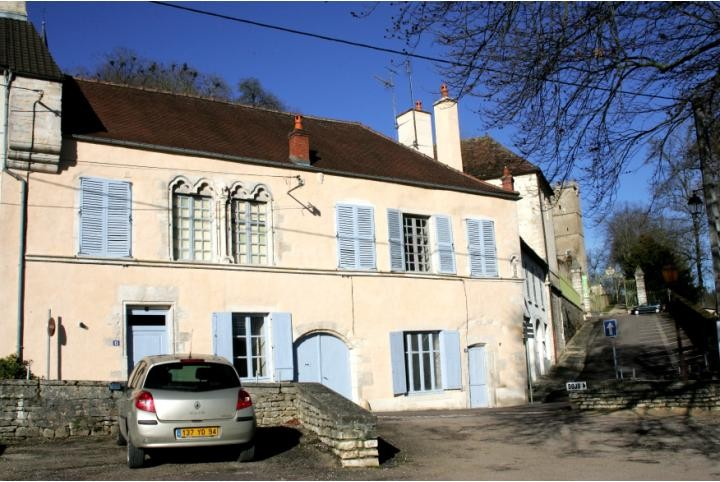
Le Petit Fontenet à Montbard.

Le Petit Fontenet, ou Petit Fontenay, est une résidence que les abbés de Fontenay se firent construire au XIIIe siècle à Montbard. Il fit ensuite partie d'un ensemble de bâtiments proches, où le naturaliste Buffon vécut et rédigea son œuvre, l'Histoire naturelle.

## Historique

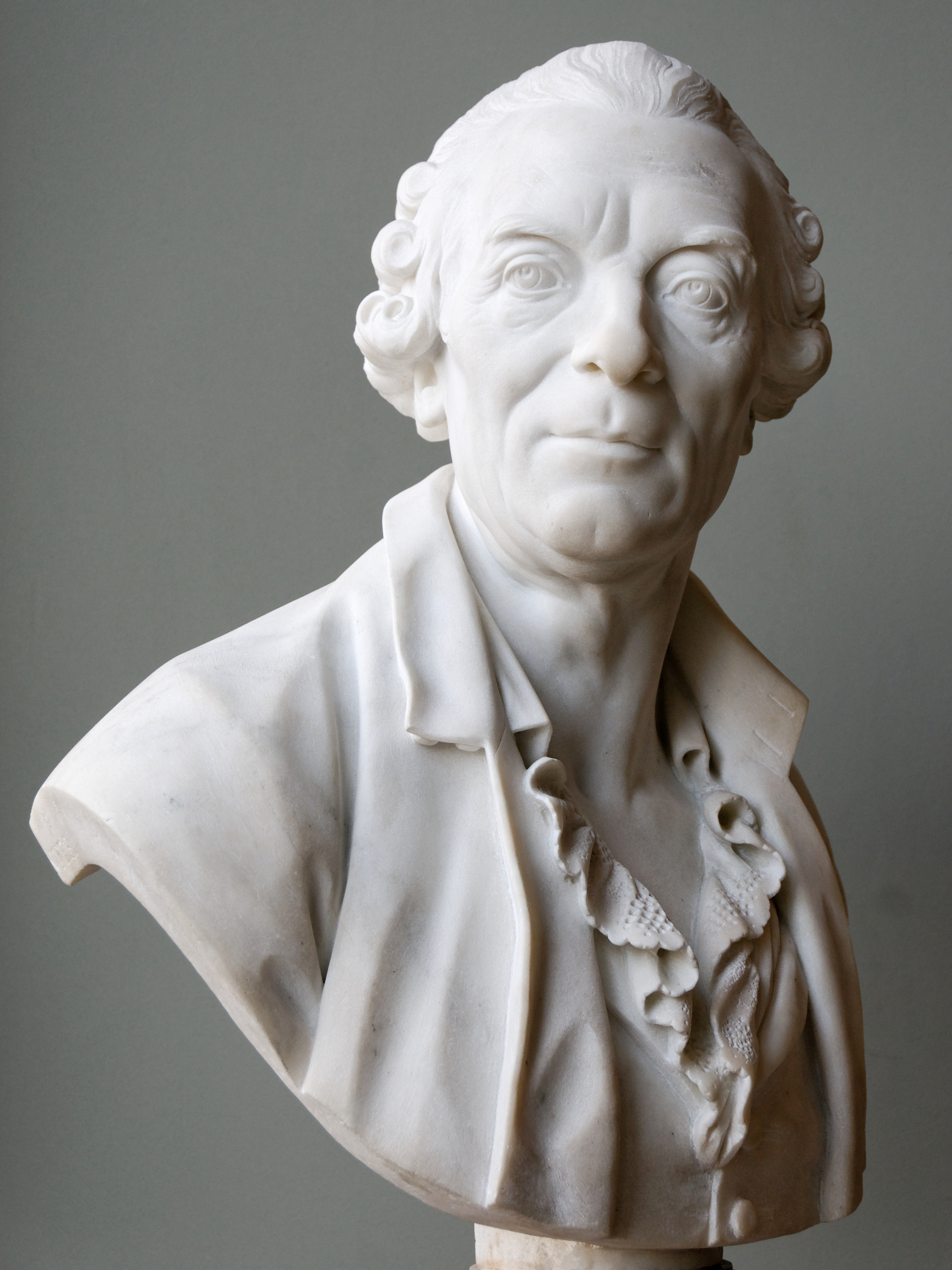
Augustin Pajou, Buste de Buffon (1773), Paris, musée du Louvre.

Le Petit Fontenay est  appelé Petit-Fontenet dans les lettres de Buffon et de ses correspondants. En effet de même que pour l'abbaye de Fontenet, les graphies abbaye de Fontenay et Petit Fontenay sont récentes. Il fut bâti au XIIIe siècle par l’abbé de Fontenet, sans doute à l'époque où l'abbaye de Fontenay, située à 8 km, devint Abbaye Royale (fondée en 1118 par Bernard de Clairvaux dans l’ordre de Citeaux, la mère de saint Bernard était la châtelaine de Montbard). Les abbés de Fontenay y résidaient et le possédèrent jusqu'à son achat par Buffon le 31 mai 1768, enregistré en 1780, à l'ordre de Saint-Jean de Jérusalem, successeur des Cisterciens représentant l'abbé commendataire Joseph André comte de Zaluski (Józef Andrzej Załuski), évêque polonais (l'abbaye fut sous commende à partir de 1547). On peut penser que l’Abbé préférait le climat de Montbard, moins humide que le vallon de Fontenay.  Buffon établit au Petit Fontenet son laboratoire de chimie et sa bibliothèque. Ce bien fut acquis de la dernière comtesse de Buffon, Betsy Daubenton morte en 1852 par Mme Desgrand, une des filles de Marc Seguin dont la famille (les Montgolfier) avait acheté l'abbaye de Fontenay. Le bâtiment entra dans la famille des actuels propriétaires au début du XXe siècle par l'entremise d'un marchand de biens, A. Lefort, frère du notaire F.H. Lefort, des Nadault de Buffon et des héritiers Desgrands. Ce bâtiment a donc eu seulement quatre propriétaires en près de 900 ans, l'ordre de Citeaux puis l'Ordre de Saint-Jean de Jérusalem, les Buffon, les Seguin et cette dernière famille. Son histoire particulièrement riche en fait, comme l'abbaye de Fontenay, un des lieux importants de cette région de Bourgogne. L'abbaye de Cîteaux possédait de même un hôtel à Dijon, le Petit-Cîteaux.

## Description

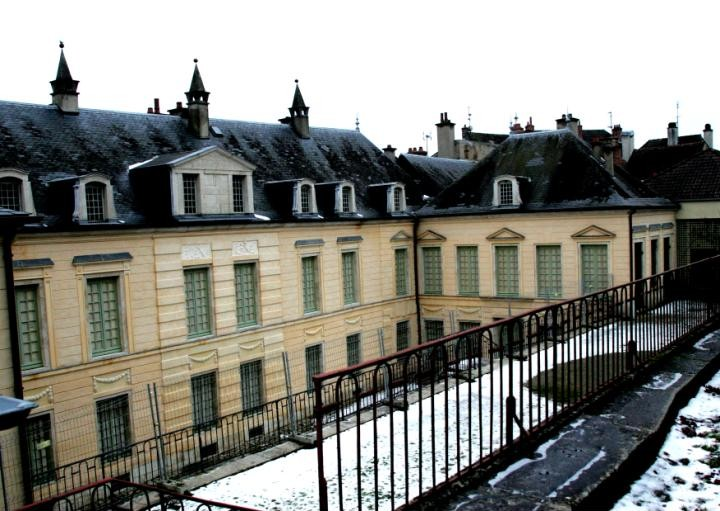
L'hôtel de Buffon à Montbard.

Buffon constitua un ensemble de bâtiments, avec au niveau inférieur, près de la rivière la Brenne, son hôtel particulier puis en remontant vers le parc qu'il créa à partir de la destruction de l'ancien château des ducs de Bourgogne, le Petit Fontenet, le Grenier à sel, les écuries (appelées improprement aussi l'Orangerie) et le Parc avec sa grille monumentale et la Tour de l'Aubépin où il fit en liaison avec Benjamin Franklin les premiers tests de paratonnerre. En outre, il y a le Pavillon des Postillons, dit Pavillon Philippe-Égalité. L'ensemble, à l'exception de l'Hôtel Particulier classé tardivement en 1988 (intérieur inscrit), fait partie des premiers monuments historiques classés ou inscrits par Prosper Mérimée. Les Forges de Buffon, à quelques kilomètres, ne furent classées ou inscrites selon les bâtiments qu'en 1992. 
Les fenêtres trilobées sont caractéristiques du XIIIe siècle. Noter l'ours, typique des bâtiments liés à saint Bernard, comme à l'abbaye de Fontenay ou à l'église de Noyers-sur-Serein. L'édifice conserve aussi une cour pavée et une tour (escalier à vis) du XVe siècle. L'escalier et le balcon ont été installés par Buffon au XVIIIe siècle. Lors de ces transformations, l'élévation du bâtiment fut réduite d'un étage et la charpente modifiée. Au rez-de-chaussée, une des pièces conserve des éléments de cheminée monumentale, comparable à la forge de l'abbaye de Fontenay et le plafond à poutres massives du Moyen Âge. L'entrée de la tour porte une croix de Malte.
À l'intérieur, un fragment de papier peint datant de Buffon (1785-1790, d'après sa facture) a récemment été retrouvé. Il était marouflé sur les pierres du mur au-dessus de la porte d'entrée avec une couche intermédiaire constituée d'un mélange de chaux et de feuilles mal imprimées des volumes de l'Histoire naturelle concernant les Quadrupèdes.
Dans la deuxième partie de sa vie, Buffon préféra ce lieu aux cabinets de travail qu’il avait installés de part et d’autre de la terrasse supérieure du parc créé de 1734 à 1742 par destruction du château ducal (Tour Saint-Louis et petit cabinet, dit de Jean-Jacques Rousseau). En effet en 1768 Buffon transféra sa bibliothèque, autrefois dans la Tour Saint-Louis — Buffon aimant travailler tôt le matin, il devait apprécier l'exposition du Petit-Fontenet recevant mieux le soleil du matin, que son Hôtel, plus encaissé et que les Cabinets du Parc — et créa un laboratoire de chimie au Petit Fontenet à une époque où il réorientait son activité intellectuelle, abandonnant quadrupèdes et oiseaux pour l'étude de la minéralogie, de la métallurgie (construction de la Grande Forge à Buffon, rédaction des Époques de la Nature), de la chimie et des traitements des bois. La récente restauration de l'édifice a permis de retrouver la cheminée monumentale, où Buffon a sans doute effectué ses premiers travaux de métallurgie selon une lettre d'octobre 1767 à Guénau de Monrbeillard cité par J. Roger (p. 467). 
C'est donc en ce lieu qu'une grande partie de son travail fut effectué et qu'il y rédigea ses œuvres. La fin de la construction de son hôtel particulier (en cours de restauration par la ville de Montbard pour y installer le musée Buffon, actuellement dans les anciennes écuries, improprement appelées Orangerie), situé à une dizaine de mètres du Petit Fontenay est un peu antérieure : 1763. Le bâtiment jouxtant le Petit Fontenet devint à partir du XIVe siècle, le Grenier à Sel (le père de Buffon fut Président du Grenier à sel pour la ville). On ne sait pas l'usage qu'en fit Buffon. Ce bâtiment fut fortement remanié au début du XXe siècle. 
Buffon étudia comment le vieillissement des troncs de chêne dans l'eau ou l'écorçage préalable des chênes sur pieds permettait de conserver l'aubier et il expérimenta cela au Petit Fontenay. L'intérieur fut en partie remanié au XIXe siècle mais le parquet de la bibliothèque réalisé avec les bois traités est conservé, bicolore, les parties d'aubier ayant gardé une couleur plus chaude et plus claire que le cœur des chênes. 
L'ensemble du contenu de la bibliothèque fut vendu à la mort de Buffon.
Dans les terrasses menant au parc et à l'église, derrière la tour et communiquant avec les anciennes écuries se trouve le pavillon des Postillons où Louis Philippe d'Orléans  dit Philippe-Égalité, père de Louis-Philippe Ier rencontrait discrètement Marguerite Françoise Bouvier de la Mothe de Cepoy, l'épouse du fils de Buffon Georges-Louis Leclerc, dont elle eut un fils adultérin, Victor Leclerc de Buffon (1792-1812), dit le chevalier de Saint-Paul.

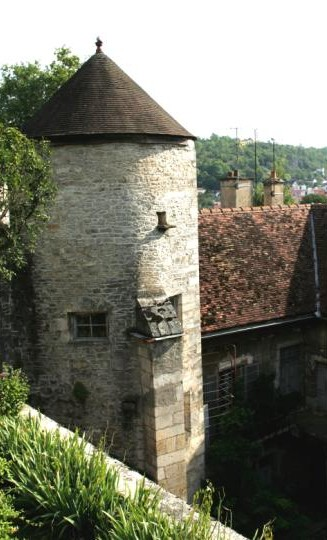
La tour.
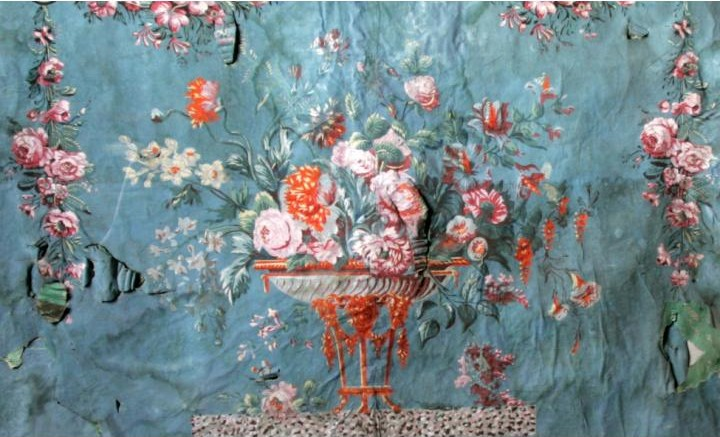
Le papier peint.
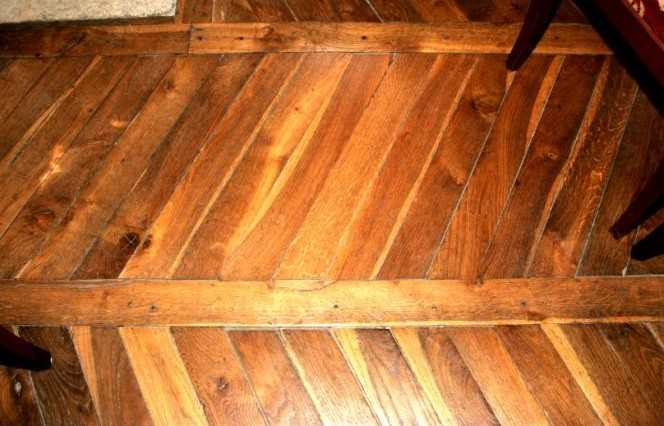
Le parquet.